# Halgania erecta
Halgania erecta är en strävbladig växtart som beskrevs av Alfred James Ewart och B. Rees. Halgania erecta ingår i släktet Halgania och familjen strävbladiga växter. Inga underarter finns listade i Catalogue of Life.